# Josip Jurlina
Josip Jurlina (Zara, 13 gennaio 2000) è un giocatore di calcio a 5 croato.

## Carriera
Abbandonato il settore giovanile dell'Hajduk Spalato, all'età di 17 anni Jurlina ha iniziato a praticare il calcio a 5 nello Spalato. Trascinatore della selezione Under-19 croata al campionato europeo di categoria, Jurlina è stato inserito nella formazione ideale del torneo. Con la nazionale maggiore ha disputato il campionato europeo 2022 e la Coppa del Mondo 2024.

## Palmarès
- Campionato croato: 2
Olmissum: 2019-20, 2020-21
- Coppa di Croazia: 1
Olmissum: 2020-21